# Holocentropus omiensis
Holocentropus omiensis är en nattsländeart som beskrevs av Iwata 1927. Holocentropus omiensis ingår i släktet Holocentropus och familjen fångstnätnattsländor. Inga underarter finns listade i Catalogue of Life.